# دبابة كليمنت فوروشيلوف
دبابة كليمنت فوروشيلوف (بالإنجليزية: Kliment Voroshilov  تعرف اختصارًا بـ (KV))‏ سُميت الدبابة نسبة إلى كليمنت فوروشيلوف. هي سلسلة من الدبابات السوفياتية الثقيلة التي سميت على اسم مشير الجيش السوفيتي السابق كليمنت فوروشيلوف. واستخدمت الدبابة من قبل الجيش الأحمر خلال الحرب العالمية الثانية. كانت هذه الدبابة بطيئة في الحركة وقليلة القدرة على المناورة، كما أنها باهظة التكلفة وبحاجة لكميات كبيرة من الوقود. سلسلة الدبابات هذه عرفت بدروعها الثقيلة وحمايتها العالية خلال الجزء الأول من الحرب، وخصوصًا خلال السنة الأولى من الغزو الألماني للاتحاد السوفيتي بسبب عدم تمكن الدبابات الألمانية بانزر-3 وبانزر-4 من الوقوف في وجهها إلا عند دخول دبابتي تايغر وبانثر الخدمة. وكان السلاح الوحيد القادر على مواجهة تلك الدبابة في بدايات الحرب هو مدفع فلاك من عيار 88. أصبح الجزء الأكبر من دبابات كي في 1 خارج الخدمة بسبب الأعطال وقلة الوقود، وفي نهاية عام 1943 حلت محلها دبابات إيوسف ستالن الثقيلة.
أمتلك السوفيت 500 دبابة كي في 1 من مجموع 22,000 كانت لديهم قبل اكتساح الألمان لهم في عملية بارباروسا. لم يجد الألمان أي صعوبة تذكر في مواجهة الدبابات الروسية وتدميرها لكن عندما ظهرت دبابة الكي في كانت تحدي للدبابات الألمانية التي لم تستطع إختاق دروعها. وفي تلك الفترة لم تتمكن الدبابات الألمانية من اختراق دروع دبابات الكي في 1 الثقيلة سوى مدافع فلاك 8.8. لقد عانت دبابات الكي في من مشاكل مكانيكية كبيرة حيث كان وزن الدبابة الكبيرة مشكلة في عملية تحركها البطئ، كما كانت تكلفة أنتاجها باهظة. في الحقيقة أدت دبابات تي-34 ادائا أفضل من الكي في وكانت أرخص واسرع. كانت الميزة الوحيدة التي تميزة بها دبابات الكي في على دبابات تي-76/34 هي مدفعها الذي يتسع لثلاثة أفراد. لاحقا كانت دبابات الكي في اساسا لدبابات إيوسف ستالن.

## التطوير
مع فشل الدبابة الثقيلة متعددة الأبراج تي 35 بدأ المصممون السوفيت في البحث عن بديل. لقد صممت دبابة تي 35 لتكون دبابة ثقيلة قوية الدروع مزودة بمدفع كبير لكنها عانت من بطئها الشديد وصعوبة تحركها لذى فقد فقدت عنصر المرونة. كانت العقيدة السوفيتية في المعارك ان يكون رتم المعارك بطئ نسبيا لذلك توجهو لان تكون دروع الدبابات ثقيلة. وان تشكل الدبابات القوة الضاغطة على العدو في مرحلة الحصار. لذى فقد كان التوجه في دبابات الكي في بان تكون قيلة الدروع وقليلة المرونة. تم تقديم نماذج عديدة وكثرة النماذج كلما اقترب من وضع النموذج الأولي ولكها اتفقت على ان تكون الدروع ثقيلة واستخدام جنازير واسعة. أحد تلك النماذج كان نموذج دبابة تدعى أس أم كيه والتي كان نموذجها النهائي عبارة عن برجين بمدفعين الأول من عيار 76.2 مم والثاني من عيار 45 مم كسابقتها الدبابة تي 35. وقد دعهتا المخابرات الألمانية خطأ تي 35 أس. قدم مصممون دبابة أس أم كيه تصميم اخر ببرج واحد مكن المصممون من وضع دروع امامية أثقل ودروع برج الدبابة زاد مع المحافظة على وزن اقل ضمن المعقول. فوافق ستالين على الدبابة الجديدة وسميت كي في. عندما دخل السوفيت حرب الشتاء مع فنلندا أرسلو للحرب النموذجين كيه أم أس والكي في كما أرسلو دبابة تي-100 لتجربتها في الحرب. واثبتت الكي في توفقها على النموذجين كيه أم أس والتي-100 وكانت دروعها عصية على مضادات الدروع الفلندية مما جعل العدو غير قادر على ايقاف تقدمها. أما دبابة كيه ام أس فعندما تبين ضعف الدبابة امام نماذج الدبابات الأخرى واثبتت فشلها في الحرب مع فنلندا فتم إلغاء مشروع الدبابة ذات البرجين. تم طلب 50 دبابة كي في في عام 1939، واجه السوفيت صعوبة في تدمير الخنادق الخرسانية للفلندين فطلبو دبابة بمدفع أكبر فجائت الكي في 2 والتي كانت عبارة عن تحويل مدفع كي في إلى مدفع هاوتزر 152 مم، أنتجت دبابة كى في-2 في مصنع كيروف في لينينغراد. نظرا لحجم برجها الكبير ومدفعها 152 مم الثقيل، كانت كى في-2 أبطأ، وكانت أعلى بكثير من كي في 1 لذى كان أستهدافها وتدميرها أسهل. في البداية كانت تعرف الدبابتين باسم البرج الصغير والبرج الكبير، ذات البرج الصغير تسمى كي في 1 وسلحت بمدفع من عيار 76 ملم لأختراق الدروع، اما ذات البرج الكبير كي في 2 سلحت بمدفع هاوتزر لاختراق التحصينات من عيار 152 ملم وسمي كي في 2.
لقد تميزت دبابت الكي في بدروعها الثقيلة التي لم يستطع أي مدفع دبابة وجدت في الخدمة ان ذاك من اختراق دروعها  عدى من مسافات قريبة جدا. كما كانت مدفعها قوى وتسير بسهولة على الطرق الملساء. كما عانت من مشاكل حقيقة تم تصحيحها في دبابة كي في 1 أس. حيث كانت الدبابة صعبة التوجيه. (الذي كان تصميم كاتربيلر الذي يبلغ من العمر عشرين عاما)  كانت تكلفة الدبابة باهظة ومدى الرؤية محدود. كان وزن الدبابة 45 طن فدبابة بهذا الوزن لم تكن لديها المرونة ليس في مدى سرعتها القصوى بل عدم قدرتها على عبور العديد من الجسور التي كانت العديد من الدبابات المتوسطة تعبرها بسهولة. كان وزن دبابة أكبر من أي وزن دبابة في تلك الحقبة. فقد كان ضعف وزن أثقل دبابة ألمانية في تلك الفترة. لم تزود دبابات كي في بنظام الغطس لعبور الأنهار الضحلة، لذلك كان عليهم أن يبحثو عن جسر يمكن أن يتحمل وزن الدبابة للعبور. تم إضافة المزيد من الدروع إلى الدبابة جنبا لجنب مع إضافة المزيد من التحسينات الأخرى. لكن لم يتم زيادة سعة المحرك ابدا. لذلك عانت الكي في من صعوبة أكبر في اللحاق بالدبابات المتوسطة. علاوة على ذلك لم تكن القوة النارية لدبابات الكي في أفضل من دبابات تي 34. بالإضافة لتقارير من كبار الضباط والابطال في المعارك الذين لم يخافو من العقاب وصفو الدبابة «بالكلب» واظهرو ان الدبابة سيئة للغاية.

### تطويرات أكثر
بحلول عام 1942، عندما بدأالألمان يرسلون أعدادا كبيرة من المدافع ذات الماسورة الطويلة من عيار 50 مم و 75 ملم، فإن درع كي في لم يعد لا يقهر، الأمر الذي يتطلب تركيب درع إضافي مناسب للعمليات الميدانية. يمكن أيضا اختراق دبابة كي في 1 من الجانبين (بزاوية: 30 درجة من على مسافة 300-500 متر)، ومن الأعلى، اخترقت دروعها عبر القذائف عالية السرعة أم كيه 101 التي تحملها [[طائرة هجوم أرضي [عدل]|طائرات الهجوم الأرضي]] الألمانية، من أمثال طائرات هنسشل هس 129. كما وجهة الانتقادات لمدفع 76.2 مم التي كانت مرحبا على دبابات الكي في والذي يستطيع اختراع أي دروع في تلك الفنرة والتي كانت دبابات تي 34 تستخدمه أيضا وهي دبابات اسرع وارخص واخف. وبحلول عام 1943، تقرر أن هذا المدفع لا يمكن أن يخترق الدرع الأمامي لدبابة الثقيلة الأولى الألمانية تايغر 1 التي استولى عليها السوفيت قرب لينينغراد. كانت كي في-1 أيضا أكثر صعوبة في التصنيع وبالتالي أكثر تكلفة من تي-34. وباختصار، لم تعد مزاياها تفوق عيوبها.

## التسليح
سلحت الدبابة بمدفع عيار 76مم، والذي تمت زيادة طوله خلال مراحل تطوير الدبابات الثقيلة مثلما كان الحال بالنسبة للدبابة تي-34، بينما تمتعت الدبابة كى ڤي-1أس بنفس تصميم الدبابة كى ڤي-1 مع استخدام درع أقل سماكة لزيادة سرعتها وبرج جديد ولكن نفس المدفع عيار 76مم، ثم جائت الدبابة كى ڤي-2 والتي استخدمت نفس الهيكل المعدني للدبابة كى في-1 مع تزويدها بمدفع هاوتزر أم-10 عيار 152مم وبرج أكبر وكان ينوى استخدامها ضد الأهداف الحصينة، في حين جائت الدبابة كى ڤي-85 بنفس سمات الدبابة كى في-1 أس مع تدعيمها بمدفع جديد عيار 85 مم وبرج الدبابة أي أس-1.
مع فقدان فوروشيلوڤ لشعبيته السياسية، أُعيدت تسمية الدبابة حديثة الصنع، التي حملت اسم كى ڤي-13، إلى أي أس-1 (نسبة إلى جوزيف (يوسف) ستالين) والتي سرعان ما تم تطويرها وتزويدها ببرج جديد ومدفع عيار 122مم، وسُمّي هذا الطراز الجديد أي أس-2 والتي كانت أولى الدبابات الثقيلة التي حققت تفوّقًا عمليًا على الدبابة المتوسطة تي-34 على الرغم من بطئها النسبي وثمنها الباهظ. تلى الدبابة أي أس-2 دبابة أخرى معدّلة ذات هيكل معدني متطور حملت اسم أي أس-3 إلا أنها لم تُمنح فرصة المشاركة في المعارك. من جانبها كانت الدبابة كى في-8 من فئة الدبابات قاذفة اللهب.